# 聖安東尼奧德丘卡區
聖安東尼奧德丘卡區（西班牙語：Distrito de San Antonio de Chuca），是秘魯的一個區，位於該國南部阿雷基帕大區的卡伊尤馬省，始建於1944年11月14日，面積1,531.27平方公里，海拔高度4,525米，2005年人口1,155，人口密度每平方公里0.75人。